# Relações entre Armênia e Rússia

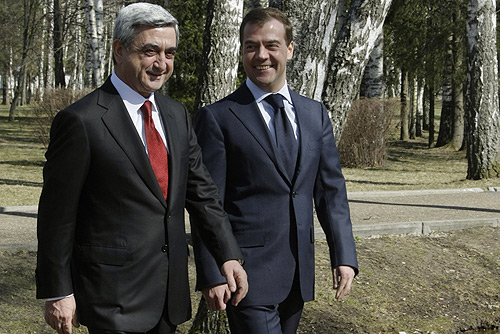
O presidente armênio Serj Sargsyan (esq.) num encontro com o presidente russo Dmitri Medvedev (dir.).

As relações entre Armênia e Rússia são as relações diplomáticas estabelecidas entre a República da Armênia e a Federação Russa. A Armênia possui uma embaixada em Moscou, e a Rússia possui uma embaixada em Yerevan. Estas relações foram estabelecidas em 3 de abril de 1992.
As relações russo-armênias têm sido bastante estáveis ao longo da Era pós-Soviética. A segurança e a economia são as principais esferas de cooperação, mas a cultura e as questões humanitárias também fazem parte deste relacionamento. Ambos os lados dão ênfase ao envolvimento da Rússia no processo de negociação de uma resolução pacífica para o conflito de Nagorno-Karabakh como co-presidente do Grupo de Minsk da OSCE, que têm mediado o conflito desde março de 1992.
A Arménia considera que a cooperação político-militar com a Rússia é um elemento essencial da sua política de segurança e defesa. A Rússia possui uma base militar na Armênia, e os guardas fronteiriços russos auxiliam a Armênia a proteger suas fronteiras com a Turquia e o Irã. A Arménia é um membro ativo da Organização do Tratado de Segurança Coletiva (CSTO), um bloco político-militar sob os auspícios russos, e é o único membro da OTSC no Sul do Cáucaso.